# マスカレード (エリック・サーデの曲)
「マスカレード」（Masquarade）は、スウェーデンの歌手エリック・サーデの1作目のプロモーションシングル。

## 概要
アルバム収録時には豪華なセットでのPVも制作された。

## 収録曲
1. マスカレード "Masquarade"